# Ploceus baglafecht
Il tessitore di baglafecht (Ploceus baglafecht Daudin, 1802) è un uccello della famiglia Ploceidae, che si trova nell'Africa orientale e centrale.